# Anaprostocetus acuminatus
Anaprostocetus acuminatus är en stekelart som först beskrevs av Julius Theodor Christian Ratzeburg 1848.  Anaprostocetus acuminatus ingår i släktet Anaprostocetus och familjen finglanssteklar. Arten är reproducerande i Sverige. Inga underarter finns listade i Catalogue of Life.